# Stibochiona coresia
Stibochiona coresia is een vlinder uit de familie van de Nymphalidae. De wetenschappelijke naam van de soort is voor het eerst geldig gepubliceerd in 1816 door Jacob Hübner.